# 成田镇
成田镇是中国广东省汕头市潮南区所辖的一个镇，位于潮南区东南方。全镇总面积面积56.77平方公里，人口9.22万人。

## 行政区划
- 居民委员会：溪东、田中央、家美。
- 行政村：简朴、华西、西岐、上盐、深沟、东盐、大寮、蓝丰、宁湖、千山、后坪、沙陂[2]

## 交通
- 236省道陈沙公路
- 237省道和惠公路